# AO Platanias
Der AO Platanias (griechisch Αθλητικός 'Ομιλος Πλατανιά Χανίων, Sportverein Platanias) ist ein Fußballverein aus Platanias, Kreta, der von 2012 bis 2018 in der höchsten griechischen Liga spielte. Der Verein wurde 1931 gegründet. Der Verein qualifizierte sich in der Saison 2008/09 in der Delta Ethniki (4. Liga) für den Aufstieg. Ein Jahr später gelang der Aufstieg in die zweitklassige Football League. Dort gelang in der Saison 2011/12 sensationell in den Playoffs der Einzug in die höchste griechische Spielklasse, die Super League. Somit schaffte der Verein insgesamt drei Aufstiege in nur vier Spielzeiten. Bis zum Ende der Saison 2017/2018 spielte der Verein in der höchsten Liga; im Sommer 2018 konnte der Abstieg nicht verhindert werden. Seitdem spielt der Verein in der zweiten Liga des Landes, der Football League.

## Spieler
- Emídio Rafael Augusto Silva (2013–)
- Herron Berrian (2013–)
- Samuel Inkoom (2014)
- Panagiotis Vlachodimos (2014)
- Anthar Yahia (2014)
- Bernard Onanga Itoua (2014–2016)
- Athanasios Tsourakis (2014–2016)